# Pseudolimnophila (Pseudolimnophila) australina
Pseudolimnophila (Pseudolimnophila) australina is een tweevleugelige uit de familie steltmuggen (Limoniidae). De soort komt voor in het Nearctisch gebied.